# Kulturåret 1837

## Händelser
- 23 augusti - Spelåret 1837–1838 inleds på Kungliga teatern i Stockholm med "Svartsjuka hustrun" och "Crispin medicus".[1]
- Okänt datum - 17-årige Albert Bonnier utger den svenska översättningen av Bevis att Napoleon aldrig har existerat och grundar därmed Albert Bonniers förlag, och Bonnierkoncernens historia tar sin början.[2]

### Okänt datum
- Sista delen i den litterära följetongen Pickwickklubben (1836–1837 av den brittiska författaren Charles Dickens (1812–1870) utkommer.
- Government School of Design grundas i London.

## Priser och utmärkelser
- Kungliga priset – Pehr Henrik Ling

## Nya verk
- Dikter av Wilhelm von Braun
- Förlorade illusioner av Honoré de Balzac
- Les Voix intérieures av Victor Hugo
- Grannarne av Fredrika Bremer

## Födda
- 2 januari – Milij Balakirev (död 1910), rysk kompositör och dirigent.
- 12 januari – Adolf Jensen (död 1879), tysk kompositör.
- 17 februari – Pierre Auguste Cot (död 1883), fransk målare.
- 1 mars
  - Ion Creangă (död 1889), rumänsk författare.
  - William Dean Howells (död 1920), amerikansk författare och kritiker.
- 3 april – John Burroughs (död 1921), amerikansk essäist.
- 7 april – Gabriel Lagus (död 1896), finländsk skolman och skriftställare.
- 8 maj – Alphonse Legros (död 1911),  fransk-engelsk konstnär.
- 19 maj – Pontus Wikner (död 1888), svensk filosof.
- 8 juni – Ivan Kramskoj (död 1887), rysk konstnär.
- 4 juli – Carolus-Duran (död 1917), fransk målare och skulptör.
- 30 juli – Signe Hebbe (död 1925), svensk skådespelare, teaterpedagog och operasångare.
- 24 augusti – Adolf von Wilbrandt (död 1911), tysk författare.
- 4 december – Gotthard Werner (död 1903), svensk tecknare och historiemålare.
- 6 december – Alexandra Frosterus-Såltin (död 1916), finländsk målare och illustratör.

## Avlidna
- 3 januari -–Christina Rahm (född ca 1759/62), svensk operasångare.
- 6 februari – Johan Anders Wadman (född 1777), svensk författare.
- 10 februari – Aleksandr Pusjkin (född 1799), rysk nationalskald.
- 19 februari – Georg Büchner (född 1813), tysk författare, revolutionär, filosof, läkare och zoolog.
- 2 juni – Per Adolf Sondén (född 1792), svensk litteraturhistoriker.

### Fotnoter
1. ↑  Spelåret 1837-1838 i Nils Personne, Svenska teatern (del 7, 1925), sid. 117 ff.
2. ↑  ”Stockholms företagsminnen”. Arkiverad från originalet den 14 januari 2012. https://web.archive.org/web/20120114103233/http://www.foretagsminnen.se/Artikelsamling/Textsida-lorem-Ipsum-dolor-sit-amet6/. Läst 20 juni 2011.